# Gerald Everett
Gerald Rashard Everett (Atlanta, 25 giugno 1994) è un giocatore di football americano statunitense che milita nel ruolo di tight end per i Chicago Bears della National Football League (NFL).

## Carriera universitaria
Everett al college giocò a football all'Hutchinson Community College nel 2012 e nel 2013 e alla University of Alabama at Birmingham (UAB) nel 2014. Dopo che quest'ultima chiuse il suo programma nel football, si trasferì alla South Alabama University dove disputò le ultime due stagioni nel 2015 e 2016.

## Carriera professionistica

### Los Angeles Rams
Everett fu scelto dai Los Angeles Rams nel corso del secondo giro (44º assoluto) del Draft NFL 2017, divenendo così il primo giocatore scelto nella storia del suo istituto. Debuttò come professionista partendo come titolare nella gara del primo turno contro gli Indianapolis Colts ricevendo un passaggio da 39 yard dal quarterback Jared Goff. Il suo primo touchdown lo segnò nella vittoria del quinto turno contro i Jacksonville Jaguars.
Nei playoff 2018, i Rams batterono i Cowboys e i Saints, qualificandosi per il loro primo Super Bowl dal 2001, perso contro i New England Patriots.

### Seattle Seahawks
Il 17 marzo 2020 Everett firmò con i Seattle Seahawks un contratto annuale del valore di 7 milioni di dollari.

### Los Angeles Chargers
Il 22 marzo 2022 Everett firmò un contratto biennale da 12 milioni di dollari con i Los Angeles Chargers. Nella prima partita con la nuova maglia segnò subito un touchdown su passaggio del quarterback Justin Herbert. Nel primo turno di playoff guidò la squadra con 109 yard ricevute e un touchdown ma i Chargers furono eliminati dai Jacksonville Jaguars.

### Chicago Bears
Il 13 marzo 2024 Everett firmò un contratto biennale con i Chicago Bears.

## Palmarès

### Franchigia
- National Football Conference Championship: 1

Los Angeles Rams: 2018